# Séisme de 1848 de Marlborough
Le Séisme de Marlborough est un séisme majeur survenu le 16 octobre 1848 dans la partie nord de l'île du Sud, en Nouvelle-Zélande. D'une magnitude estimée entre 7,4 et 7,5, il frappe l'actuelle région de Marlborough et y cause de très lourds dégâts. Toutefois, la région n'étant habitée que de manière très peu dense, il n'occasionne que trois morts.
Ce séisme est dû à la présence du système de failles de Marlborough, de part et d'autre duquel sont situées les plaques australienne et pacifique.

## Causes

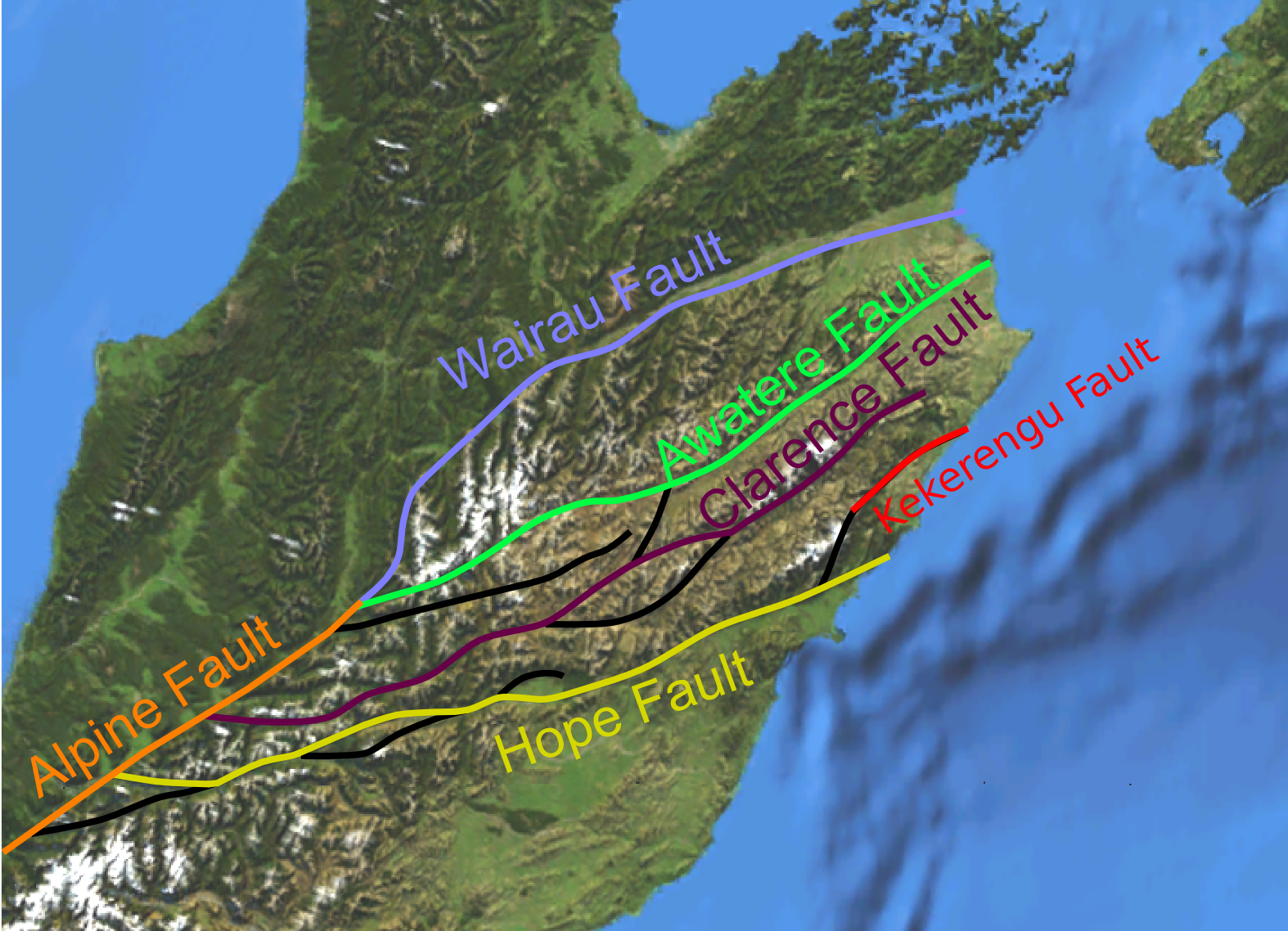
Le système de failles de Marlborough.

La région de Marlborough est parcourue par un très dense système de failles, qui sépare localement les plaques australienne et pacifique. Les principales composantes de ce système sont les failles de Wairau, d'Awatere (en), de Clarence (en) et de Hope (en),.
Les premières études portant sur ce séisme attribuent les secousses à la faille de Wairau ; les études plus récentes montrent qu'il s'agit en réalité de mouvements de la faille d'Awatere. Celle-ci subit lors de ce phénomène un déplacement latéral de huit mètres.

## Contexte
Les premiers colons européens commencent à s'établir dans la zone au cours des années 1840 ; en 1848 ils sont environ 4 500. Les Maoris, de leur côté, sont principalement établis sur la côte.

## Déroulement
Le 16 octobre 1848, une secousse très violente, d'une magnitude estimée entre 7,4 et 7,5 secoue la région de Marlborough. La secousse a lieu durant la nuit, à 1 heure 40 du matin, heure locale. En outre, elle intervient lors d'un épisode pluvieux de forte intensité, avec des rafales de vent. La secousse dure environ deux minutes, et est suivie de vibrations intenses durant encore dix minutes. Des vibrations de moindre intensité durent encore durant une heure. Par la suite, une centaine de répliques sont enregistrées par le juge Henry Chapman,.
La secousse est ressentie au moins jusqu'au cap Est, au nord-est-de l'île du Nord, et jusqu'à la péninsule de Banks au-delà de Christchurch. L'essentiel des destructions est cependant localisé dans la vallée du Wairau, mais aussi jusqu'à Wellington, Nelson et Manawatū-Whanganui. En revanche, bien que cette secousse ait été la plus violente, elle ne provoque aucun décès.

## Répliques
La secousse principale est suivie de nombreuses répliques. La principale a lieu le mardi 17 octobre à seize heures locales. Sa magnitude est de 6,1, mais elle achève de détruire des bâtiments fragilisés, et tue en conséquence trois personnes, un sergent de caserne, son fils et sa fille,.
À Wellington, de nombreux bâtiments structurellement endommagés lors de la secousse principale s'effondrent lors des répliques des 17 et 19 octobre, notamment des maisons, des magasins, des églises, des casernes, la prison et l'hôpital colonial.

## Conséquences
Edward John Eyre, alors gouverneur de la province de New Munster (en), décrit les destructions de manière très exagérée, insistant également sur l'exil des colons souhaitant quitter l'archipel, notamment pour l'Australie.
Les bâtiments en bois n'ayant subi que peu de dommages, contrairement aux édifices de brique ou de pierre, la construction légère est désormais privilégiée pour de nombreux bâtiments,.